# Штетл
Штетл или штетел (  јид. שטעטל, штетл (једнина); שטעטלעך , штетлех (множина)) је израз на јидишу за мале градове са претежно ашкенаским јеврејским становништвом који су постојали у источној Европи пре Холокауста. Штетли (или штетели, штетлах, штетелах или штетлех) су се углавном налазили у областима које су чиниле зону насељавања у 19. веку у Руској Империји, као и у Конгресној Пољској, Аустријској Галицији, Краљевини Румунији и у Краљевини Мађарској.
На јидишу, већи град, попут Лавова или Черновиција, називао се штот ( јид. שטאָט), а село се звало дорф (јид. שטאָט). Штетл је деминутив од речи штот са значењем „варошица”. Упркос постојању јеврејске самоуправе (кехила / кахал), званично није било посебних јеврејских општина, а штетл се називао мјастечко (или местечко, у руској бирократији) и то је био тип насеља који је настао у бившој Заједници Пољске и Литваније и формално је признат и у Руској Империји. Израз „јеврејско мјастечко„ се често користио.
Штетл као феномен јевреја ашкеназа у источној Европи уништили су нацисти током Холокауста.

## Дефиниција
Јоханан Петровски-Штерн дефинише штетл као „источноевропски град са главним тргом у приватном поседу пољског магната, насељен углавном, али не искључиво Јеврејима“  Појмом штетл се може описати традиционални начин живота источноевропских Јевреја. Штетлови се описују као побожне заједнице које следе ортодоксни јудаизам, друштвено стабилне и непроменљиве упркос спољном утицају или нападима.